# 5040 Rabinowitz
5040 Rabinowitz este un asteroid din centura principală, descoperit pe 15 septembrie 1972, de Tom Gehrels.